# Hans Säuberli
Hans Adolf Säuberli (* 26. November 1938 in Aarau) ist ein Schweizer Viszeralchirurg und Titularprofessor der Universität Zürich.

## Leben
Hans Säuberli wurde als Sohn des Chirurgen Hans Säuberli von Teufenthal und seiner Ehefrau Maria (geborene Zweifel) von Höngg, geboren. Er besuchte die Primarschule und das Gymnasium in Zürich und erlangte 1958 die Matura Typus B. Er studierte ab 1958 an der Universität Zürich Medizin und schloss 1965 das Medizinstudium mit dem eidgenössischen Staatsexamen in Zürich ab.
Die chirurgische Grundausbildung erhielt er an den Kantonsspitälern Schaffhausen und Chur. Im Jahr 1971 wurde er mit einer Arbeit über Die hohe Tibiaosteotomie in der Behandlung der Gonarthrose unter den Professoren Arnold Huggler und Adam Schreiber promoviert. Von 1969 bis April 1972 war er Assistenzarzt an der Chirurgischen Klinik A am Universitätsspital Zürich unter Åke Senning. 1972 war er mit einem Stipendium des Schweizerischen Nationalfonds als Research Fellow am Chirurgischen Departement der University of California, San Francisco Medical School tätig. Während dieser Zeit verbrachte er zudem Studienaufenthalte an der Mayo Clinic in Rochester und an der University of California, Los Angeles. Im Juni 1973 kehrte Hans Säuberli an die Chirurgische Universitätsklinik Zürich zurück und wurde Oberassistent an der Forschungsabteilung, wo er sich auf die Viszeralchirurgie konzentrierte. 1974 wurde er zum Oberarzt befördert.
Während seiner Forschungstätigkeit in Zürich etablierte er den ersten Gastrin Immunassay in der Schweiz, damit wurde die direkte immunologische Bestimmung des Magenhormons Gastrin möglich. Diese direkte Bestimmung erlaubte Diagnose und Therapie des Zollinger-Ellison-Syndroms und war wesentlich für die damalige Erforschung der Rolle der Magensäure bei der Entstehung von Geschwüren im Magen und Zwölffingerdarm. Hans Säuberli habilitierte sich 1977 zum Thema «Experimentelle Grundlagen und klinische Anwendung des Darminvaginationsventils nach Kock». Die damals von ihm mitentwickelte abdominale Dünndarmtasche bildete die Grundlage für den heute weltweit angewendeten Blasenersatz nach der Entfernung der Harnblase, einer sogenannten totalen Zystektomie.
1977 wurde Hans Säuberli Chefarzt des Kantonsspitals Zug und Leiter des Departementes Chirurgie. 1983 wurde er zum Titularprofessor an der Universität Zürich ernannt. Ab 1988 war er Chefarzt der Chirurgischen Klinik am Kantonsspital Baden, von 1997 bis zu seiner Pensionierung 2003 ausserdem Präsident der Spitalleitung.
Hans Säuberli ist Mitbegründer der ersten Checkliste für Viszeralchirurgie im Thieme Verlag zusammen mit Felix Largiadèr und Otto Wicki. Diese Checkliste erschien in mehreren neu überarbeiteten Auflagen und war die Grundlage für zahlreiche Checklisten in fast allen Gebieten der Medizin.

## Ehrung
- 2008 Ehrenmitglied der Schweizerischen Gesellschaft für Chirurgie SGC/SSC[5]

## Publikationen (Auswahl)
- Die hohe Tibiaosteotomie in der Behandlung der Gonarthrose, Zürich 1971.
- mit K. Schriber, I. Babotai, W. Meier, Å. Senning. Herzschrittmacher – Indikation und Resultate bei 257 Patienten. Schweiz. Rundschau Med. (PRAXIS) 61, Nr. 44, 1354–1359, 1972.
- mit S. Geroulanos, P. Hahnloser, H. Schauwecker, N.G. Kock: The Function of the Valve Mechanism in Dogs with Continent Colostomy. 5. Weltkongress für Gastroenterologie, Kongressband P. 341, 1974.
- mit F. Largiadèr, W. Vetter. Das Magenantrumhormon. I. Teil: Physiologie und radioimmunologische Bestimmung. Schweiz. Med. Wschr. 104, 709–713, 1974.
- mit F. Largiadèr, W. Vetter. Das Magenantrumhormon Gastrin. II. Teil: Die praktische Bedeutung der Gastrinbestimmung bei verschiedenen Krankheiten. Schweiz. Med. Wschr. 104, Nr. 21, P. 745–751, 1974.
- mit F. Largiadèr, P. Deyhle, W. Vetter, H.J. Nüesch, S. Jenny, R. Ammann: Serumgastrinanalyse zur Beurteilung des Vagotomie-Erfolges. Langenbecks Archiv für Chirurgie, Chirurgisches Forum 1974, S. 77–80, doi:10.1007/978-3-642-65840-2_19.
- The Place of Gastrin Determination in Ulcer Surgery. Eur. Surg. Res. Vol. III, 1976.
- mit H.J. Leisinger und H. Schauwecker. Tierexperimentelle Untersuchungen am Dünndarm-Invaginationsventil bei der kontinenten Ileoblase. Langenbecks Arch. Chir. Suppl. Forum P. 238–241, 1976.
- Kontinenzherstellung und Refluxverhütung. Verlag Hans Huber, S. 118-133, 1977.
- Ileus. Georg Thieme Verlag Band IV, S. 15.109-15.113, 1978, 1981, 1985.
- Experimentelle Grundlagen und klinische Anwendung Darminvaginationsventils nach Kock (Habilitationsschrift). Juris Verlag, 1981.
- mit Felix Largiadèr. Das akute Abdomen – Entscheidungshilfe für Diagnostik und Therapie. Hans Huber Verlag, 1985.
- mit M.L. Hefti und R. Landolt. Intestinale Stomata – Indikation, Vorbereitung, Operative Technik, Rehabilitation und Nachsorge. Hans Huber Verlag, 1985.